# Bor(I)-oxid
Bor(I)-oxid ist eine chemische Verbindung aus Bor und Sauerstoff. Zwei experimentelle Studien haben die Existenz von diamantartigem und graphitartigem Bor(I)-oxid vorgeschlagen, wie bei Bornitrid und Kohlenstoff-Festkörpern. Eine spätere, systematische, experimentelle Studie zum Phasendiagramm von Bor(I)-oxid legt jedoch nahe, dass dieser Stoff sehr instabil ist. Die Instabilität der graphitartigen B2O-Phase wurde auch theoretisch vorhergesagt.